# Amnirana asperrima
Espèce
Synonymes
- Hylarana asperrima Perret, 1977

Statut de conservation UICN

 VU  : Vulnérable
Amnirana asperrima est une espèce d'amphibiens de la famille des Ranidae.

## Répartition
Cette espèce se rencontre dans l'Ouest du Cameroun et dans l'Est du Nigeria,.

## Publication originale
- Perret, 1977 : Les Hylarana (Amphibiens, Ranidés) du Cameroun. Revue suisse de zoologie, vol. 84, no 4, p. 841-868 (texte intégral).